# دیک هایمز
دیک هایمز (انگلیسی: Dick Haymes؛ ۱۳ سپتامبر ۱۹۱۸ – ۲۸ مارس ۱۹۸۰) هنرپیشه و خواننده آرژانتینی بود. او میان سال‌های ۱۹۳۵ تا ۱۹۷۸ می‌کوشید.